# 황쭝쩌
황쭝쩌(중국어 간체자: 黄宗泽, 정체자: 黃宗澤, 병음: Huáng zōng zé 황쭝쩌[*], 한자음: 황종택, 광둥어: Wong4 zung1 zaak6 웡중작, 영어: Bosco Wong 보스코 웡[*], 1980년 12월 13일 ~ )는 중화인민공화국 홍콩 특별행정구의 남성 영화배우, 텔레비전 연기자, 가수이다.

## 생애
신장은 170cm이고 체중은 72kg인 그는 홍콩에서 출생하였으며 지난날 한때 중화인민공화국 광둥성 차오저우에서 잠시 유아기를 보낸 적이 있고 그 후 중화인민공화국 광둥 성 광저우에서 잠시 유년기를 보낸 적이 있는 그는 1998년 광고 모델 첫 데뷔하였고 2000년 텔레비전 드라마에서 연기자 데뷔하였으며 이듬해 2001년 연극배우 데뷔하였고 2003년 가수 데뷔하였으며 2008년 영화 《대사희(大四喜)》의 조연으로 영화배우 데뷔하였다.

## 출연 작품

### 영화
- 계약연애
- 아이 러브 홍콩 2013
- 남인오가이궁
- 버디 캅스

### 드라마
- 적인걸 (저장위성TV) - 적인걸 역
- 편편희환니 (후난위성TV)

## 호우(好友) 관계
- 마궈밍, 천젠펑, 우줘시, 린펑, 리뤄이와 절친한 관계이다.